# Aaron Burkart

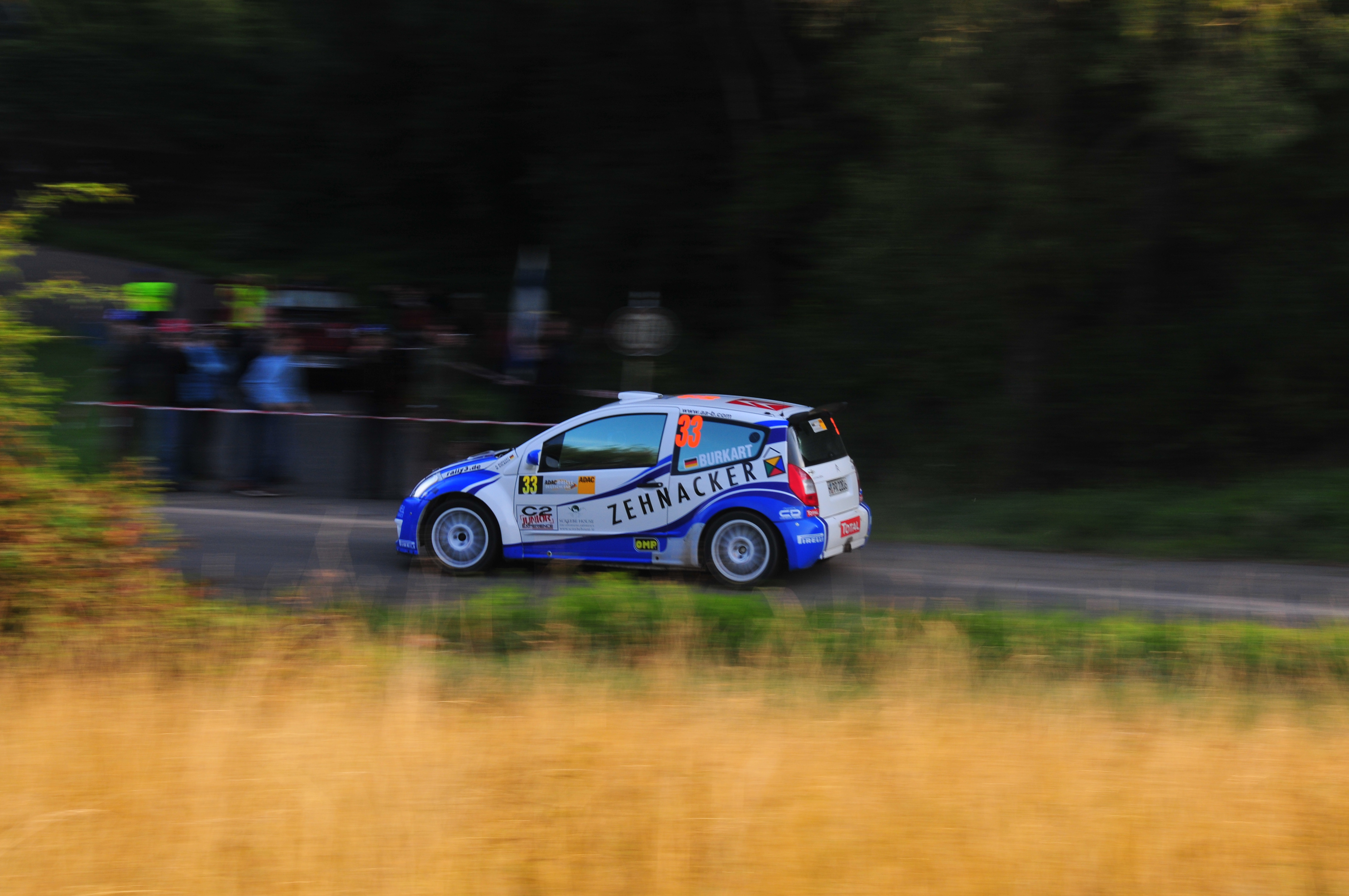
Aaron a 2008-as német ralin

Aaron Nikolai Burkart (1982. szeptember 20. –) német raliversenyző.

## Pályafutása
2002-ben kezdte raliversenyzői karrierjét.

### junior rali-világbajnokság
2006 óta a junior rali-világbajnokság értékelésében érdekelt.
A 2006-os katalán ralin navigátora, Jörg Bastuck életét vesztette. A verseny második szakaszán Aaron lecsúszott az útról. A baleset után, miközben Jörg kereket cserélt a sérült autón, megérkezett a brit Barry Clark, aki a pályának éppen ugyanazon a részén csúszott le az útról. Clark autója eltalálta a szervizelő Jörgöt, akit a baleset után mentőhelikopterrel kórházba szállítottak, ám az orvosok már nem tudták megmenteni az életét.
A szezon hátralevő futamain Tanja Geilhausen navigált neki. A bajnoki értékelésben tizenöt pontot szereztek és a tizenkettedik helyen végeztek a ponttáblázaton.
2007-ben a hetedik helyen zárt, majd a 2008-as szezonban mindössze nyolc ponttal maradt alul Sébastien Ogier-el szemben a bajnoki címért folytatott harcban.
2009-ben megnyerte a juniorok versenyét Írországban és az év hátralevő futamain többször is dobogóra állt. Martin Prokop és Michal Kosciuszko mögött végül a harmadik lett.